# Угловое (Крым)
Углово́е (до 1945 года Аджи́-Була́т, ранее также Улу-Кол; укр. Углове, крымскотат. Acı Bolat, Аджы Болат) — село в Бахчисарайском районе Республики Крым, центр и единственное село Угловского сельского поселения (согласно административно-территориальному делению Украины — Угловского сельсовета Автономной Республики Крым). Курорт.

## География
Угловое находится на северо-западе района, примерно в 1 километре от берега Каламитского залива Чёрного моря, на берегу бухточки между мысами Керменчик и Лукулл, высота центра села над уровнем моря 41 м. В бухту впадает ручей Улу-Кол, образующий небольшую долину, в устье которой и лежит село. Расстояние до Бахчисарая по улукольской долине, по автодороге 35Н-072 Угловое — Фурмановка (по украинской классификации — С-0-10202) около 29 километров, там же и находится ближайшая железнодорожная станция. Через село проходит шоссе 35К-009 Саки — Севастополь, Т-0104 украинской классификации (расстояние до Северной стороны Севастополя — около 27 км, до Евпатории — примерно 73 км). Земли Угловского сельского поселения — граница района: находящаяся в 1,5 километрах Андреевка входит уже в состав Севастополя.

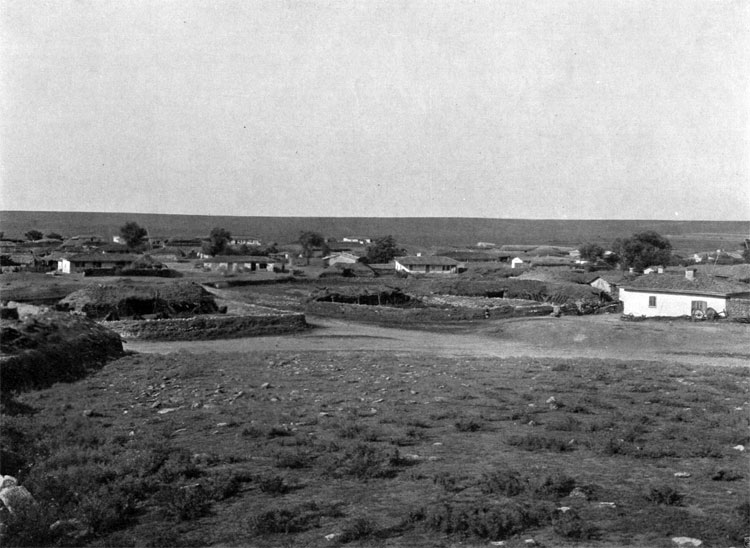
Деревня Аджи-Булат 1904 год. Фото В. Н. Клембовского
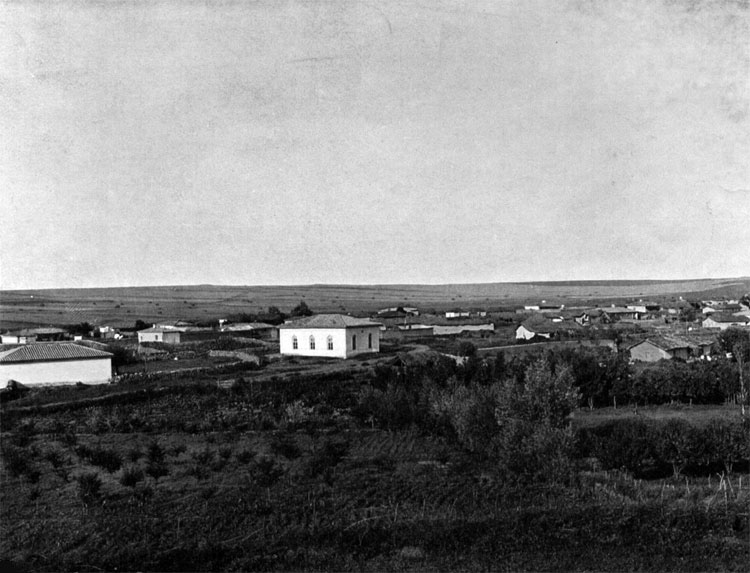
Деревня Орта-Кесек 1904 год. Фото В. Н. Клембовского

## История
Историческое название села Аджи-Булат. Во времена Крымского ханства деревня впервые упоминается в кадиаскерских дефтери (судебных делах) 1688 года и там же говорится о проходящей через Аджи-Булат дороге из Гёзлева в Балаклаву, в последний период ханства была причислена к Качи Беш Паресы кадылыку бахчисарайскаго каймаканства, что зафиксировано в Камеральном описании Крыма 1784 года (как Гаджи Булат). После присоединения Крыма к России (8) 19 апреля 1783 года, (8) 19 февраля 1784 года, именным указом Екатерины II сенату, на территории бывшего Крымского ханства была образована Таврическая область и деревня была приписана к Симферопольскому уезду. С началом Русско-турецкой войной 1787—1791 годов, весной 1788 года производилось выселение крымских татар из прибрежных селений во внутренние районы полуострова, в том числе и из Аджи-Булата. В конце войны, 14 августа 1791 года всем было разрешено вернуться на место прежнего жительства. После Павловских реформ, с 1796 по 1802 год, входила в Акмечетский уезд Новороссийской губернии. По новому административному делению, после создания 8 (20) октября 1802 года Таврической губернии, Аджи-Булат был включён в состав Актачинской волости Симферопольского уезда.
Судя по различным документам, деревень в низовьях Улу-Кола было 3, но небольших и расположенных настолько близко одна от другой, что при всевозможных описях их часто учитывали как две или одну, иногда путаясь в названиях. В Камеральном описании рядом с Гаджи-Булатом записаны деревни Эк-Лес (в которой легко читается Аклеиз) и некая Тепеджи, название, похожее на Улукул-Тюече— деревню с 12 дворами на военной карте генерал-майора Мухина 1817 года. В Ведомости о всех селениях в Симферопольском уезде состоящих с показанием в которой волости сколько числом дворов и душ… от 9 октября 1805 года записаны Аджи-булат с 15 дворами и 73 жителями и Орта-Кисек с 13 дворами и 41 жителем (все — крымские татары), хотя в 1817 году топографы поместили его на место современного Углового, а в собственно Аджи-Булате отметили те же 15 дворов (все три деревни записаны с приставкой Улукул). По результатам реформы волостного деления 1829 года Аджи-Булат, согласно «Ведомости о казённых волостях Таврической губернии 1829 года», передали из Актачинской волости в состав Дуванкойской. На карте 1836 года в деревне 26 дворов, как и на карте 1842 года (в Аджи-Булат-Улуколе), а Орта-Кисек обозначен условным знаком «менее 5 домов» (в Аджи-Булате обозначена станция «Альминского телеграфа»).
В 1860-х годах, после земской реформы Александра II, деревня осталась в составе преобразованной Дуванкойской волости. В «Списке населённых мест Таврической губернии по сведениям 1864 года» , составленном по результатам VIII ревизии, под названием Улукул вместе записаны Орта-Кесек-Улукул, Аклеиз и Аджи-Булат, помечено, что отдельными участками, что имеется 2 мечети и 23 двора со 134 жителями. По обследованиям профессора А. Н. Козловского начала 1860-х годов, в селении имелись колодцы глубиной 5—6 саженей, но ни одного с пресной водой. На трехверстовой карте Шуберта 1865—1876 года в Аджи-Булате обозначено 30 дворов. В «Памятной книге Таврической губернии 1889 года» (по результатам Х ревизии 1887 года) в Аджи-Булате записан 331 житель в 62 дворах.
После земской реформы 1890-х годов деревня осталась в составе преобразованной Дуванкойской волости. Согласно «…Памятной книжке Таврической губернии на 1892 год», в деревне Аджи-Булат, входившей в Тарханларское сельское общество, числилось 193 жителя в 33 домохозяйствах, все безземельные. По «…Памятной книжке Таврической губернии на 1902 год» деревня Аджи-Булат, как населённая безземельными и не входившая в сельское общество, приписана к волости для счёта, без указания числа жителей и домохозяйств. В 1910 году в деревне велось строительство нового здания мектеба (мусульманская начальная школа, одна на две деревни: Улу-Кол и Аджи-Булат). По Статистическому справочнику Таврической губернии. Ч.II-я. Статистический очерк, выпуск шестой Симферопольский уезд, 1915 год, в деревне Аджи-Булат (на скопщине вакуфа Бахчисарайского медресе) Дуванкойской волости Симферопольского уезда числилось 50 дворов с татарским населением в количестве 232 человек приписных жителей, из которых 120 мужчин и 112 женщин. Жители владели 617 десятинами удобной земли. В хозяйствах имелось 146 лошадей, 42 коровы и 210 голов мелкого скота. На 1917 год в селении действовало кредитное товарищество.
После установления в Крыму Советской власти, по постановлению Крымревкома от 8 января 1921 года была упразднена волостная система и село вошло в состав Симферопольского уезда (округа), а в 1922 году уезды получили название округов. 11 октября 1923 года, согласно постановлению ВЦИК, в административное деление Крымской АССР были внесены изменения, в результате которых был создан Бахчисарайский район и село включили в его состав. Согласно Списку населённых пунктов Крымской АССР по Всесоюзной переписи 17 декабря 1926 года, Аджи-Булат относился к Бахчисарайскому району и в селе действовал Аджи-Булатский сельсовет. В селе имелось 139 дворов, из них 133 крестьянских, население составляло 596 человек (по 298 мужчин и женщин). В национальном отношении учтено: 581 татарин, 10 русских, 2 украинцев, 3 немцев; действовала татарская школа.

Братская могила советских воинов и могила Героя Советского Союза А. А. Бурнашова

В 1944 году, после освобождения Крыма от фашистов, согласно Постановлению ГКО № 5859 от 11 мая 1944 года, 18 мая крымские татары были депортированы в Среднюю Азию. 12 августа 1944 года было принято постановление № ГОКО-6372с «О переселении колхозников в районы Крыма» по которому в район планировалось переселить 6000 колхозников и в сентябре 1944 года в район приехали первые новосёлы (2146 семей) из Орловской и Брянской областей РСФСР, а в начале 1950-х годов последовала вторая волна переселенцев из различных областей Украины. Указом Президиума Верховного Совета РСФСР от 21 августа 1945 года Аджи-Булат был переименован в Угловое и Аджи-Булатский сельсовет — в Угловский. С 25 июня 1946 года Угловое в составе Крымской области РСФСР. В 1950—1952 годах в село прибыла новая волна переселенцев из Сумской области. 26 апреля 1954 года Крымская область была передана из состава РСФСР в состав УССР. Время упразднения сельсовета пока не установлено: на 15 июня 1960 года село входило в состав Красноармейского. С 1960 года по 1968 год к Угловому годов было присоединено Свидерское. На 1968 год Угловое входило в состав Вилинского сельсовета. В 1974 году село было выведено из состава Вилинского и создан Угловский. С 12 февраля 1991 года село в восстановленной Крымской АССР, 26 февраля 1992 года переименованной в Автономную Республику Крым. С 21 марта 2014 года в составе Крыма аннексировано Россией.

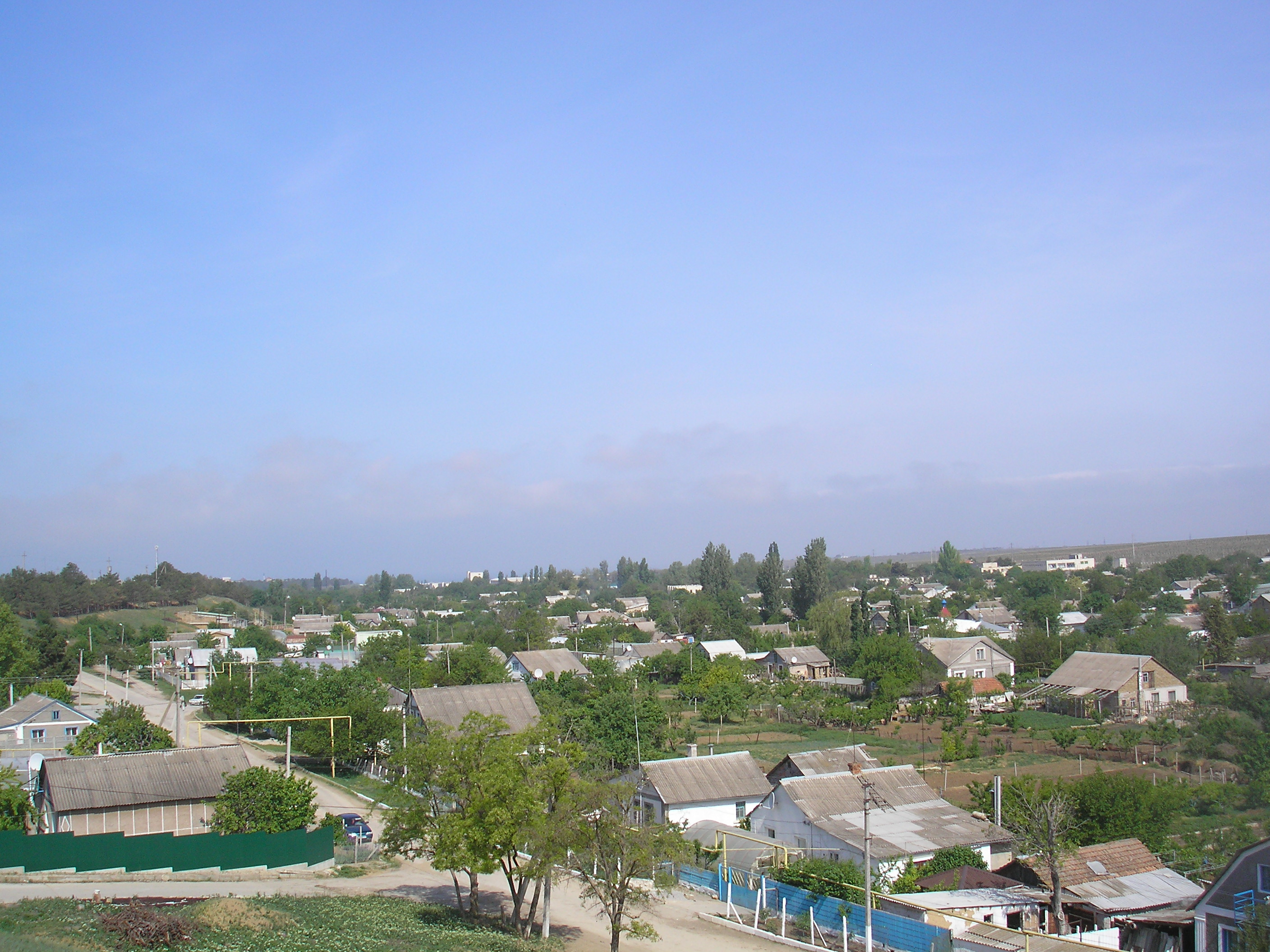
Приморская часть села 6 мая 2012 года
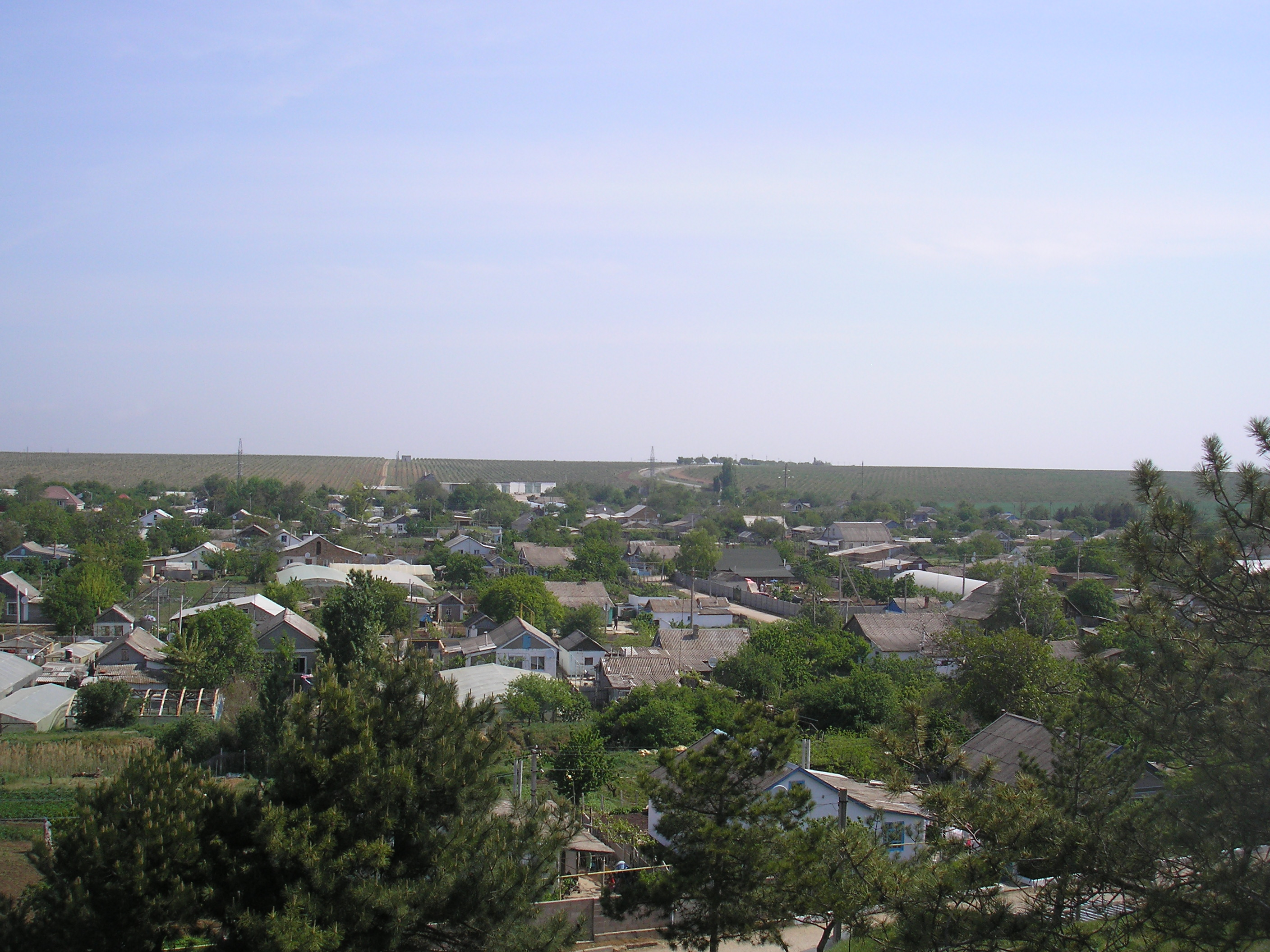
Восток 6 мая 2012 года

## Современное состояние
В Угловом 21 улица и 6 переулков, площадь, занимаемая селом, 3,6 тысяч гектаров, на которой в 996 дворах, по данным сельсовета на 2009 год, числилось 3397 жителей. В селе располагаются органы местной власти (ул. Ленина, 68), есть амбулатория, средняя общеобразовательная школа, детский сад комбинированного вида «Малыш», дворец культуры, библиотека, почтовое отделение и телеграф, универмаг, рынок, несколько магазинов, предприятий общепита и увеселительных заведений, действует церковь святителя Игнатия (Брянчанинова), епископа Кавказского и Черноморского, функционирует сельхозпредприятие ЧАО "АФ"Черноморец". Угловое связано автобусным сообщением практически со всеми крупными населёнными пунктами центральной и западной части Крыма.

## Население
| 2001  | 2014  | 2015  | 2016  | 2017  | 2018  | 2019  |
| ----- | ----- | ----- | ----- | ----- | ----- | ----- |
| 3515  | ↘3334 | →3334 | ↘3312 | ↘3290 | ↘3259 | ↘3241 |
| 2020  | 2021  |       |       |       |       |       |
| ↗3260 | ↗3408 |       |       |       |       |       |

Всеукраинская перепись 2001 года показала следующее распределение по носителям языка
| Язык             | Процент |
| ---------------- | ------- |
| русский          | 66.54   |
| украинский       | 17.3    |
| крымскотатарский | 12.46   |
| другие           | 0.71    |

Динамика численности
| - 1805 год — 73 чел. - 1864 год — 134 чел. - 1889 год — 331 чел. - 1892 год — 193 чел. - 1915 год — 232 чел. | - 1926 год — 596 чел. - 1974 год — 2430 чел. - 2001 год — 3515 чел. - 2009 год — 3397 чел. - 2014 год — 3334 чел. |

## Известные уроженцы, жители
- Халилов, Мустафа Халилович (1897—1997) — деятель крымскотатарского национального движения.

## Курорт
Долгое время берег в бухте использовали предприятия района для собственных баз отдыха — этот городок с изменённым статусом существует и сейчас. А в 1980-х годах на другом, левом берегу ручья был возведён большой современный пансионат «Таврида», в 2017 он переименован в отель «Таврида Мыс Лукулл».

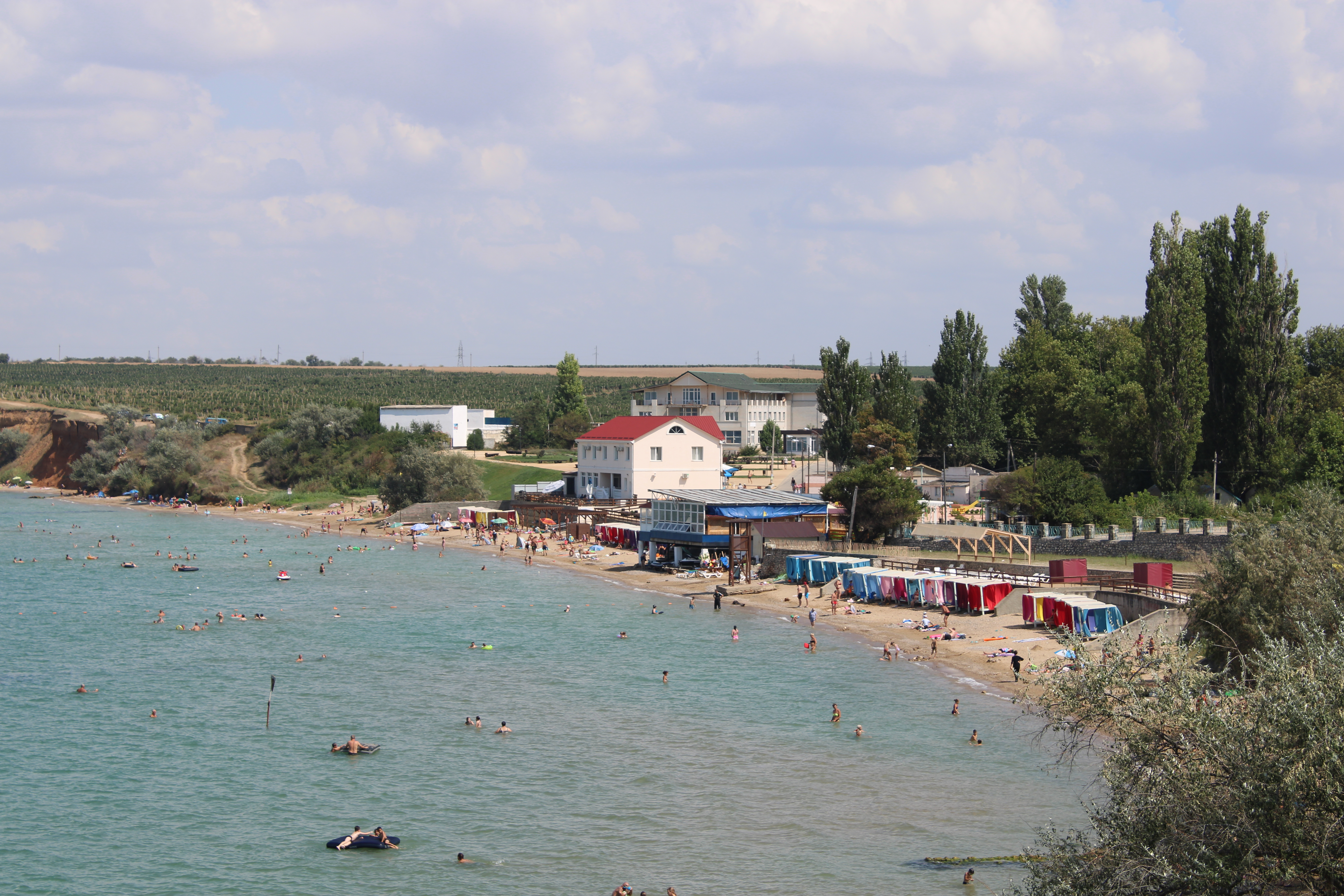
Панорама села с мыса Луккул 21 августа 2022 года
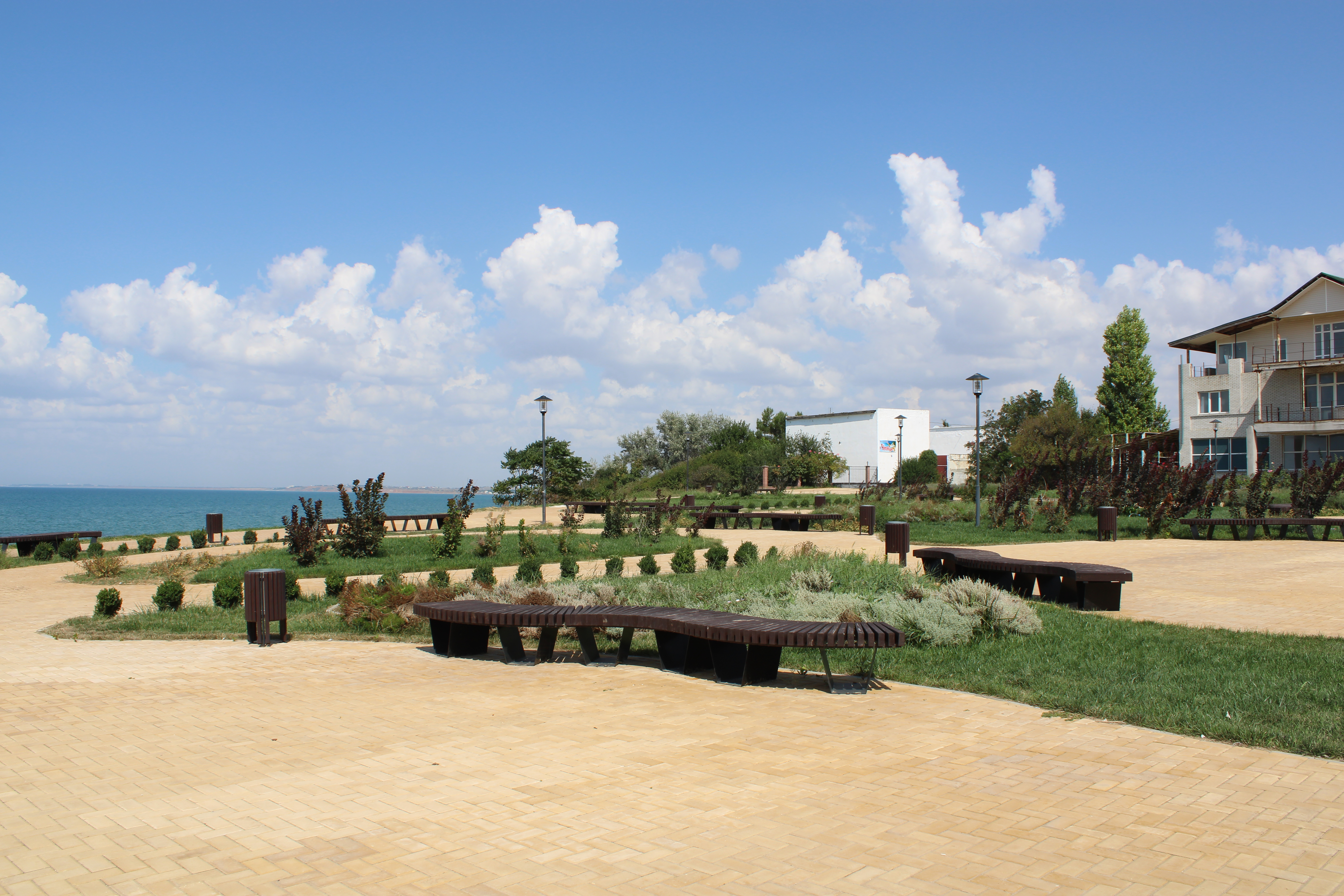
Сельский парк 21 августа 2022 года
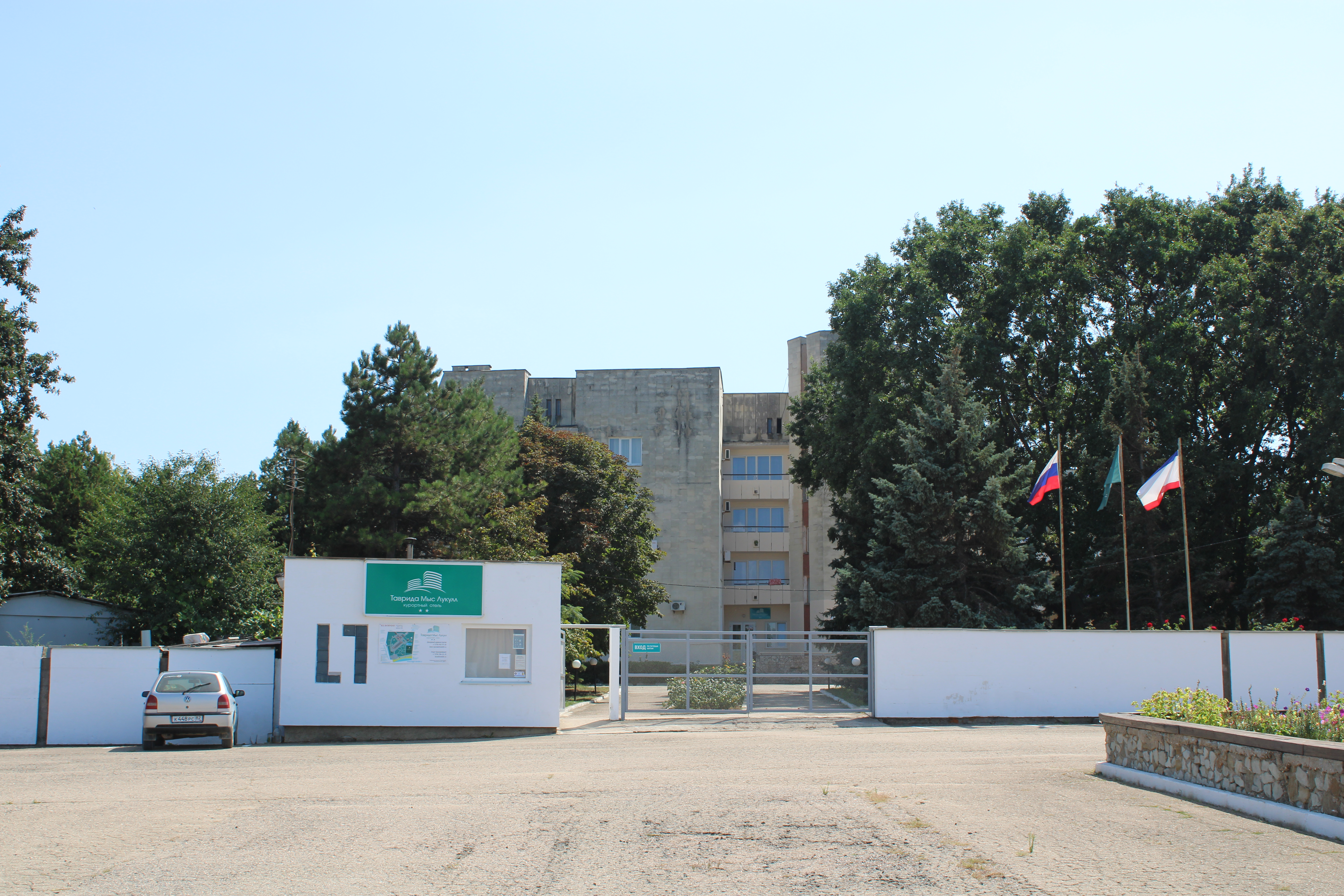
Отель «Таврида Мыс Лукулл» 21 августа 2022 года